# Rhamphomyia sulcatella
Rhamphomyia sulcatella är en tvåvingeart som beskrevs av Collin 1926. Rhamphomyia sulcatella ingår i släktet Rhamphomyia och familjen dansflugor. Arten har ej påträffats i Sverige. Inga underarter finns listade i Catalogue of Life.